# Serra de Castelladral
La Serra de Castelladral és una serra situada principalment al municipi de Navars i en part al de Súria; al nord del Bages. Forma part dels diversos contraforts marginals de la Depressió Central Catalana i comprèn una sèrie de relleus suaus, amb elevacions d'entre 500 i 680 metres, dels quals destaca el Castellot (Navars), sostre de la serra, d'uns 682 m., indret on s'hi assenta el llogaret homònim de Castelladral. Geològicament està constituïda per materials sedimentaris continentals (gresos i margues) de l'Eocè i Oligocè. La serra s'estén de Sud-Est a Nord-Oest, i es delimitada pels cursos de les rieres d'Hortons i de Sant Cugat, ambdues tributàries del Llobregat, de tal manera que enllaça la vall del Llobregat amb l'altiplà de Serrateix.
Gran part de la serra fou afectada pels incendis de l'estiu de 1994, i actualment part de la superfície forestal està dominada per bosquines de pinassa o pi blanc, sovint amb sotabosc de jonça o estepa. En alguns indrets el roure cerrioide també hi forma boscos. Les explotacions agrícoles també hi són presents, sobretot al voltant dels nuclis poblats de la serra com són Castelladral, la Rovira o el Samuntà.